# Província de Cordillera (Bolívia)

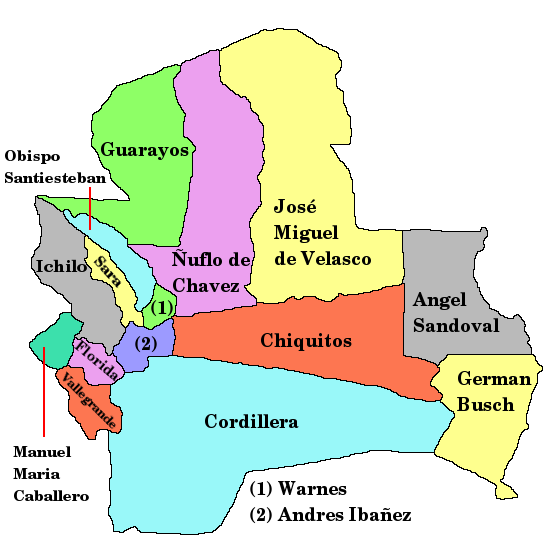
Les províncies del Departament de Santa Cruz

La província de Cordillera és una de les 15 províncies del Departament de Santa Cruz a Bolívia, i està dividida en set municipis: Lagunillas (la capital), Charagua, Cabezas, Cuevo, Gutiérrez, Camiri i Boyuibe.
La província va ser creada el 1826, durant la presidència d'Antonio José de Sucre, al mateix temps que es creaven els cinc departaments en què va dividir-se la República. El 1743, mitjançant cèdula reial, se'n van establir els límits: la província s'estenia des del riu Pilcomayo fins al riu Paraguai. Rep el nom per les característiques de la seva topografia.